# رئيس البعثة
في الاستخدام الدبلوماسي، فإن رئيس البعثة هو رئيس التمثيل الدبلوماسي، مثل السفير، والمفوض السامي، والقائم بأعمال السفارة، والممثل الدائم والقنصل العام أو القنصل. واعتمادًا على السياق، قد يشير أيضًا إلى رؤساء مكاتب تمثيل بعض المنظمات الدولية. توجد أيضًا بعض الألقاب أو الاستخدامات الأخرى التي يمكن أن تؤهل كرئيس للبعثة أو ما يعادلها.
في البعثات الدبلوماسية والخدمات الخارجية حيث قد يكون السفراء معينين سياسيًا بدلاً من دبلوماسيين محترفين، قد يكون نائب رئيس البعثة هو كبير الدبلوماسيين في الخدمة الخارجية، ويُفهم عمومًا على أنه أكثر من «نائب».
يُطلق على رؤساء مكاتب المنظمات الدولية دون هذه الرتبة الدبلوماسية والذين هم المسؤولون الأقدم لتلك المنظمة في الدولة، مثل مدير المشروع، ومنظمات وشركات القطاع الخاص عادةً «رؤساء الأحزاب» لتمييزهم عن «رؤساء البعثات».
رئيس البعثة هو أيضًا لقب مدير فريق لوفد وطني في الأحداث الرياضية الدولية متعددة التخصصات، مثل الألعاب الأولمبية.